# يحيى عبد المتين الثاني
يحيى عبد المتين الثاني (من مواليد 15 يوليو 1986) مهندس وممثل أمريكي. قام بلعب دور كاديلاك في المسلسل التلفزيوني The Get Down . كما قام ببطولة أفلام 2017 باي ووتش  و فيلم أعظم رجل استعراض2017 ، ومثل في أحد انتاجات عالم دي سي السينمائي،  فيلم أكوا مان في عام 2018 بدور (بلاك مانتا).

## النشأة والتعليم
ولد عبد المتين في نيو أورليانز لويزيانا. والده يحيى عبد المتين الأول مسلم، وأمه ماري مسيحية الديانة. عاش طفولته في مشاريع ماغنوليا في نيو أورليانز، ثم انتقل إلى أوكلاند كاليفورنيا، حيث التحق بمدرسة ماكليمز الثانوية. درس المرحلة الجامعية في جامعة كاليفورنيا ، بيركلي، وتخرج بشهادة في الهندسة المعمارية ثم عمل كمخطط لمدينة في سان فرانسيسكو. رغبته في التمثيل جعلته يحصل لاحقًا على درجة الماجستير في الفنون الجميلة من مدرسة Yale School of Drama وعمل بعدها كممثل مسرحي.

## الحياة المهنية
في عام 2016 ، بدأ عبد المتين مسيرته في مسلسل Baz Luhrmann الدرامي الموسيقي The Get Down ، الذي عرض على شبكة Netflix، بشخصية كلارنس «كاديلاك» كالدويل أمير للعالم الديسكو. وقد حصل على إشادات لأداءه في هذا الدور.
تلاه الظهور الثاني في عام 2017 ، حيث مثل عبد المتين في فيلم شون كريستنسن الدرامي The Vanishing of Sidney Hall ، في دور دوان. تم عرضه لأول مرة في مهرجان صندانس السينمائي لعام 2017 .
وفي نفس العام قام عبد المتين بدور ضابط الشرطة (غارنر إليربي) في فيلم الحركة الكوميدي Baywatch إلى جانب دواين جونسون وزاك إيفرون، وإخراج سيث جوردون. كما قام بدور WD Wheeler ، شريك الأكروبات الذكي من اليد إلى اليد ، في الفيلم الموسيقي The Greatest Showman (2017) ، الذي قام ببطولة إفرون، وكذلك مع هيو جاكمان ، وميشيل ويليامز، وزندايا، عن العرض الأمريكي PT Barnum .
في عام 2018 ، قام ببطولة فيلم دراما رحلة الحدود ، جنبا إلى جنب مع فيرا فارميجا وكريستوفر بلامر، من إخراج وكتابة شانا فيستي. ولعب في سلسلة دي سي كوميكس دور الشرير بلاك مانتا في فيلم أكوامان ، الذي بدأ التصوير في مايو 2017 في أستراليا. في عام 2018 ، تم تصوير عبد المتين في فيلم الرعب Us ، من إخراج جوردان بيل ، الذي صدر في مارس 2019.
وشارك عبد المتين في  سلسلة الحراس إنتاج شبكة HBO. في مارس 2019 ، تم إعلان أن عبد المتين قد انضم للموسم الخامس من سلسلة مختارات الخيال العلمي " Black Mirror" الخاصة بـ Netflix.

## روابط خارجية
- يحيى عبد المتين الثاني على موقع IMDb (الإنجليزية)
- يحيى عبد المتين الثاني على موقع روتن توميتوز (الإنجليزية)
- يحيى عبد المتين الثاني على موقع ألو سيني (الفرنسية)
- يحيى عبد المتين الثاني على موقع قاعدة بيانات برودواي على الإنترنت (الإنجليزية)
- يحيى عبد المتين الثاني على موقع قاعدة بيانات الفيلم (الإنجليزية)
- يحيى عبد المتين الثاني على موقع كينوبويسك (الروسية)